# Leichtathletik-Europameisterschaften 1986/10.000 m der Frauen

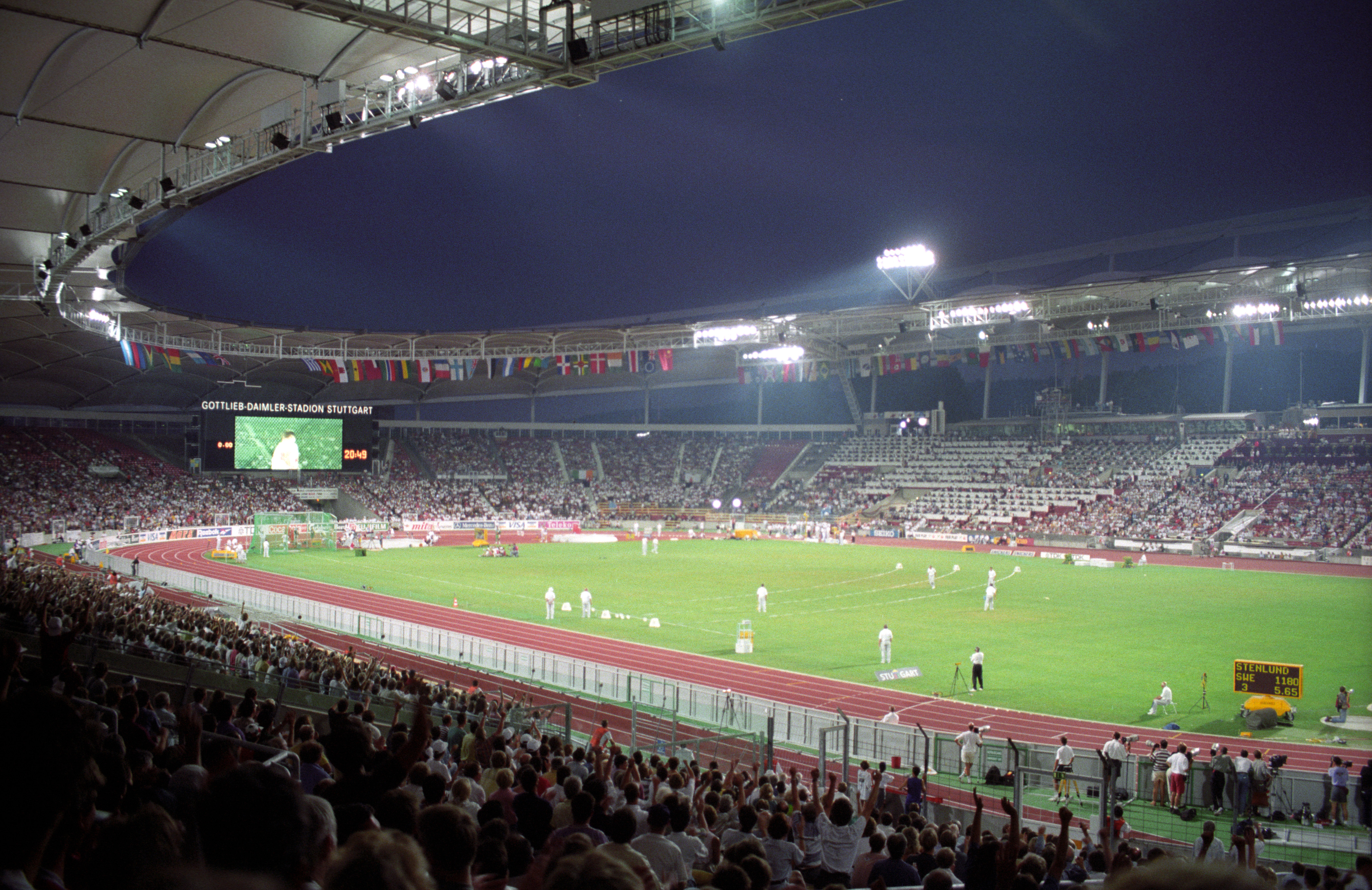
Das Stuttgarter Neckarstadion (heute MHPArena) bei den Leichtathletik-Weltmeisterschaften 1993

Der 10.000-Meter-Lauf der Frauen bei den Leichtathletik-Europameisterschaften 1986 wurde am 30. August 1986 im Stuttgarter Neckarstadion ausgetragen.
Die längste auf der Bahn gelaufene Langstrecke stand für die Frauen erstmals auf dem Programm von Leichtathletikeuropameisterschaften.
Europameisterin wurde die norwegische Weltrekordinhaberin Ingrid Kristiansen. Mehr als eine halbe Minute hinter der Siegerin kam Olga Bondarenko aus der UdSSR als Zweite ins Ziel, die zwei Tage zuvor Titelträgerin über 3000 Meter geworden war. Bronze ging an die DDR-Läuferin Ulrike Bruns, die einen Rückstand von mehr als 56 Sekunden auf Kristiansen hatte.
Das Rennen war so schnell, dass acht neue Landesrekorde aufgestellt wurden.

## Bestehende Rekorde
| Weltrekord           | 30:13,74 min                                              | Ingrid Kristiansen                                        | Oslo, Norwegen                                            | 5. Juli 1986                                              |
| Europarekord         | 30:13,74 min                                              | Ingrid Kristiansen                                        | Oslo, Norwegen                                            | 5. Juli 1986                                              |
| Meisterschaftsrekord | Wettbewerb erstmals bei Europameisterschaften ausgetragen | Wettbewerb erstmals bei Europameisterschaften ausgetragen | Wettbewerb erstmals bei Europameisterschaften ausgetragen | Wettbewerb erstmals bei Europameisterschaften ausgetragen |

## Erster Meisterschaftsrekord / Rekordverbesserungen
Im Rennen am 30. August wurde ein erster Meisterschaftsrekord aufgestellt und es gab acht neue Landesrekorde.
- Meisterschaftsrekord:
  - 30:23,25 min – Ingrid Kristiansen, Norwegen
- Landesrekorde:
  - 30:57,21 min – Olga Bondarenko, Sowjetunion
  - 31:19,76 min – Ulrike Bruns, DDR
  - 32:04,34 min – Maria Curatolo, Italien
  - 32:16,97 min – Danièle Kaber, Luxemburg
  - 32:18,40 min – Midde Hamrin, Schweden
  - 32:25,99 min – Christine Loiseau, Frankreich
  - 32:26,90 min – Liève Slegers, Belgien
  - 32:47,24 min – Ľudmila Melicherová, Tschechoslowakei

Der Meisterschaftsrekord war qualitativ so gut, dass er sechzehn Jahre lang Bestand hatte, bis die Britin Paula Radcliffe ihn bei den Europameisterschaften 2002 unterbot.

## Durchführung
Wie auf der längsten Bahndistanz bei den Männern üblich gab es auch hier bei den Frauen bei der ersten Austragung dieses Wettbewerbs keine Vorrunde, alle 28 Teilnehmerinnen starteten in einem gemeinsamen Finale.

## Legende
Kurze Übersicht zur Bedeutung der Symbolik – so üblicherweise auch in sonstigen Veröffentlichungen verwendet:
| CR  | Championshiprekord                       |
| NR  | Nationaler Rekord                        |
| DNF | Wettkampf nicht beendet (did not finish) |

## Resultat

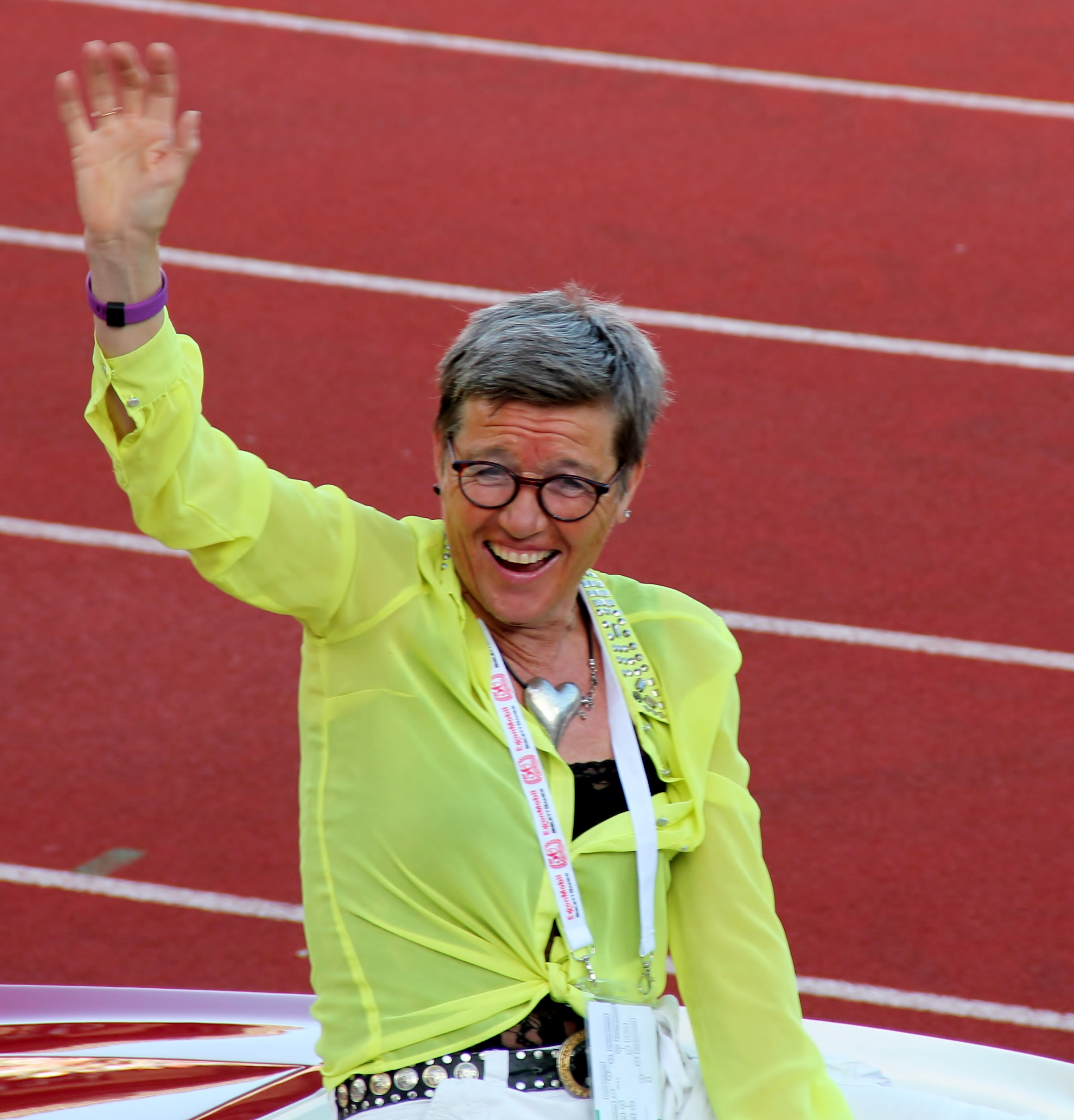
Europameisterin Ingrid Kristiansen, auch Weltrekordinhaberin – hier im Jahr 2015
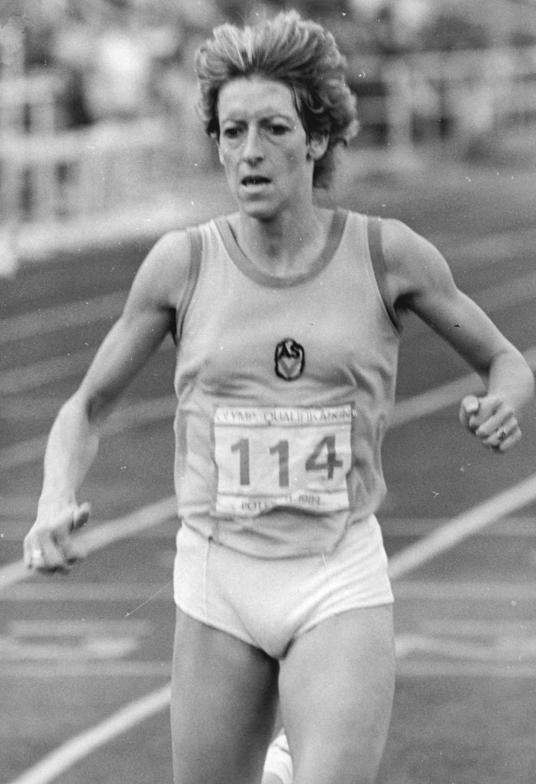
Bronzemedaillengewinnerin Ulrike Bruns

30. August 1982, 19:40 Uhr
| Platz | Name                     | Nation           | Zeit (min)  |
| ----- | ------------------------ | ---------------- | ----------- |
| 1     | Ingrid Kristiansen       | Norwegen         | 30:23,25 CR |
| 2     | Olga Bondarenko          | Sowjetunion      | 30:57,21 NR |
| 3     | Ulrike Bruns             | DDR              | 31:19,76 NR |
| 4     | Aurora Cunha             | Portugal         | 31:39,35    |
| 5     | Svetlana Guskova         | Sowjetunion      | 31:42,43    |
| 6     | Olena Schupijewa         | Sowjetunion      | 31:42,99    |
| 7     | Liz Lynch                | Großbritannien   | 31:49,46    |
| 8     | Karolina Szabó           | Ungarn           | 31:55,93    |
| 9     | Angela Tooby             | Großbritannien   | 31:56,59    |
| 10    | Maria Curatolo           | Italien          | 32:04,34 NR |
| 11    | Erika Vereb              | Ungarn           | 32:15,56    |
| 12    | Danièle Kaber            | Luxemburg        | 32:16,97 NR |
| 13    | Gabriele Veith           | DDR              | 32:17,22    |
| 14    | Midde Hamrin             | Schweden         | 32:18,40 NR |
| 15    | Christine Loiseau        | Frankreich       | 32:25,99 NR |
| 16    | Liève Slegers            | Belgien          | 32:26,90 NR |
| 17    | Ľudmila Melicherová      | Tschechoslowakei | 32:47,24 NR |
| 18    | Dorthe Rasmussen         | Dänemark         | 32:53,04    |
| 19    | Evy Palm                 | Schweden         | 33:00,96    |
| 20    | Kerstin Preßler          | BR Deutschland   | 33:03,63    |
| 21    | Grete Kirkeberg          | Norwegen         | 33:06,87    |
| 22    | Magda Ilands             | Belgien          | 33:10,62    |
| 23    | Martine Oppliger         | Schweiz          | 33:19,88    |
| 24    | Mercedes Calleja         | Spanien          | 33:20,68    |
| 25    | Eva Ernström             | Schweden         | 33:26,94    |
| 26    | Maria Conceição Ferreira | Portugal         | 33:38,23    |
| 27    | Aino Slej                | Dänemark         | 34:29,82    |
| DNF   | Ria Van Landeghem        | Belgien          |             |

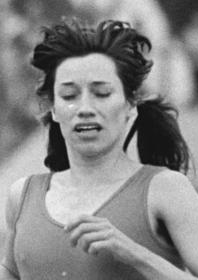
Gabriele Veith kam auf den dreizehnten Platz
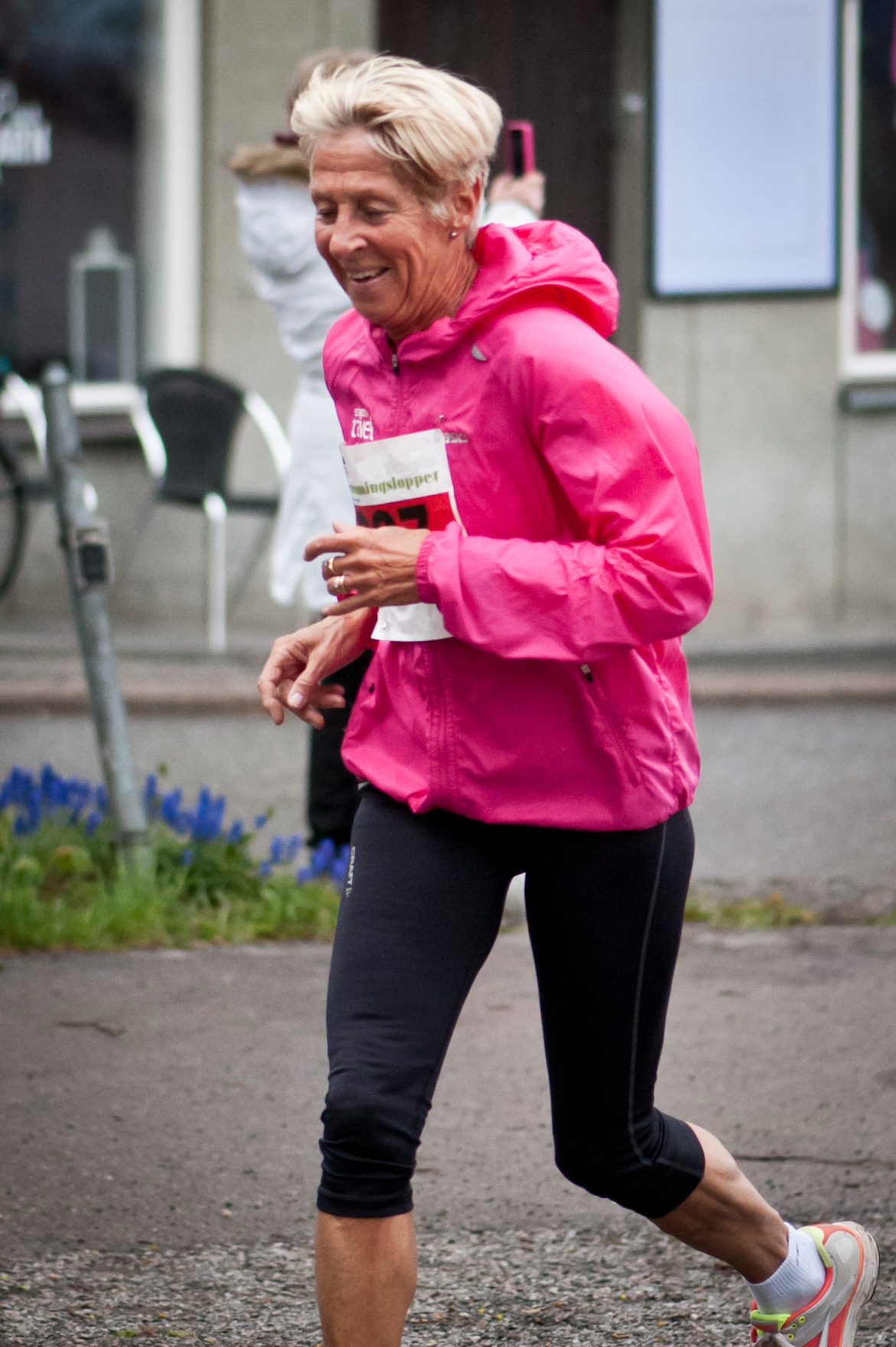
Evy Palm (hier im Jahr 2012) belegte Rang neunzehn

## Videolink
- 517 European Track and Field 1986 10000m Women, www.youtube.com, abgerufen am 17. Dezember 2022